# Liste der Mitgliedsverwaltungen des Gemeinde- und Städtebundes Rheinland-Pfalz
Die Liste der Mitgliedsverwaltungen des Gemeinde- und Städtebundes Rheinland-Pfalz enthält die Mitgliedsverwaltungen des kommunalen Spitzenverbandes Gemeinde- und Städtebund Rheinland-Pfalz mit Sitz in der Stadt Mainz.

## Verbandsgemeinden
1. Verbandsgemeinde Aar-Einrich
2. Verbandsgemeinde Adenau
3. Verbandsgemeinde Altenahr
4. Verbandsgemeinde Altenkirchen-Flammersfeld
5. Verbandsgemeinde Alzey-Land
6. Verbandsgemeinde Annweiler am Trifels
7. Verbandsgemeinde Arzfeld
8. Verbandsgemeinde Asbach
9. Verbandsgemeinde Bad Bergzabern
10. Verbandsgemeinde Bad Breisig
11. Verbandsgemeinde Bad Ems-Nassau
12. Verbandsgemeinde Bad Hönningen
13. Verbandsgemeinde Bad Kreuznach
14. Verbandsgemeinde Bad Marienberg (Westerwald)
15. Verbandsgemeinde Baumholder
16. Verbandsgemeinde Bellheim
17. Verbandsgemeinde Bernkastel-Kues
18. Verbandsgemeinde Betzdorf-Gebhardshain
19. Verbandsgemeinde Birkenfeld
20. Verbandsgemeinde Bitburger Land
21. Verbandsgemeinde Bodenheim
22. Verbandsgemeinde Brohltal
23. Verbandsgemeinde Bruchmühlbach-Miesau
24. Verbandsgemeinde Cochem
25. Verbandsgemeinde Daaden-Herdorf
26. Verbandsgemeinde Dahner Felsenland
27. Verbandsgemeinde Dannstadt-Schauernheim
28. Verbandsgemeinde Daun
29. Verbandsgemeinde Deidesheim
30. Verbandsgemeinde Dierdorf
31. Verbandsgemeinde Diez
32. Verbandsgemeinde Edenkoben
33. Verbandsgemeinde Eich
34. Verbandsgemeinde Eisenberg (Pfalz)
35. Verbandsgemeinde Enkenbach-Alsenborn
36. Verbandsgemeinde Freinsheim
37. Verbandsgemeinde Gau-Algesheim
38. Verbandsgemeinde Gerolstein
39. Verbandsgemeinde Göllheim
40. Verbandsgemeinde Hachenburg
41. Verbandsgemeinde Hagenbach
42. Verbandsgemeinde Hamm (Sieg)
43. Verbandsgemeinde Hauenstein
44. Verbandsgemeinde Hermeskeil
45. Verbandsgemeinde Herrstein-Rhaunen
46. Verbandsgemeinde Herxheim
47. Verbandsgemeinde Höhr-Grenzhausen
48. Verbandsgemeinde Hunsrück-Mittelrhein
49. Verbandsgemeinde Jockgrim
50. Verbandsgemeinde Kaisersesch
51. Verbandsgemeinde Kandel
52. Verbandsgemeinde Kastellaun
53. Verbandsgemeinde Kelberg
54. Verbandsgemeinde Kirchberg (Hunsrück)
55. Verbandsgemeinde Kirchen (Sieg)
56. Verbandsgemeinde Kirchheimbolanden
57. Verbandsgemeinde Kirner Land
58. Verbandsgemeinde Konz
59. Verbandsgemeinde Kusel-Altenglan
60. Verbandsgemeinde Lambrecht (Pfalz)
61. Verbandsgemeinde Lambsheim-Heßheim
62. Verbandsgemeinde Landau-Land
63. Verbandsgemeinde Landstuhl
64. Verbandsgemeinde Langenlonsheim-Stromberg
65. Verbandsgemeinde Lauterecken-Wolfstein
66. Verbandsgemeinde Leiningerland
67. Verbandsgemeinde Linz am Rhein
68. Verbandsgemeinde Loreley
69. Verbandsgemeinde Maifeld
70. Verbandsgemeinde Maikammer
71. Verbandsgemeinde Maxdorf
72. Verbandsgemeinde Mendig
73. Verbandsgemeinde Monsheim
74. Verbandsgemeinde Montabaur
75. Verbandsgemeinde Nahe-Glan
76. Verbandsgemeinde Nastätten
77. Verbandsgemeinde Nieder-Olm
78. Verbandsgemeinde Nordpfälzer Land
79. Verbandsgemeinde Oberes Glantal
80. Verbandsgemeinde Offenbach an der Queich
81. Verbandsgemeinde Otterbach-Otterberg
82. Verbandsgemeinde Pellenz
83. Verbandsgemeinde Pirmasens-Land
84. Verbandsgemeinde Prüm
85. Verbandsgemeinde Puderbach
86. Verbandsgemeinde Ramstein-Miesenbach
87. Verbandsgemeinde Ransbach-Baumbach
88. Verbandsgemeinde Rengsdorf-Waldbreitbach
89. Verbandsgemeinde Rennerod
90. Verbandsgemeinde Rheinauen
91. Verbandsgemeinde Rhein-Mosel
92. Verbandsgemeinde Rhein-Nahe
93. Verbandsgemeinde Rhein-Selz
94. Verbandsgemeinde Rodalben
95. Verbandsgemeinde Römerberg-Dudenhofen
96. Verbandsgemeinde Rüdesheim
97. Verbandsgemeinde Rülzheim
98. Verbandsgemeinde Ruwer
99. Verbandsgemeinde Saarburg-Kell
100. Verbandsgemeinde Schweich an der Römischen Weinstraße
101. Verbandsgemeinde Selters (Westerwald)
102. Verbandsgemeinde Simmern-Rheinböllen
103. Verbandsgemeinde Speicher
104. Verbandsgemeinde Sprendlingen-Gensingen
105. Verbandsgemeinde Südeifel
106. Verbandsgemeinde Thaleischweiler-Wallhalben
107. Verbandsgemeinde Thalfang am Erbeskopf
108. Verbandsgemeinde Traben-Trarbach
109. Verbandsgemeinde Trier-Land
110. Verbandsgemeinde Ulmen
111. Verbandsgemeinde Unkel
112. Verbandsgemeinde Vallendar
113. Verbandsgemeinde Vordereifel
114. Verbandsgemeinde Wachenheim an der Weinstraße
115. Verbandsgemeinde Waldfischbach-Burgalben
116. Verbandsgemeinde Wallmerod
117. Verbandsgemeinde Weilerbach
118. Verbandsgemeinde Weißenthurm
119. Verbandsgemeinde Westerburg
120. Verbandsgemeinde Winnweiler
121. Verbandsgemeinde Wirges
122. Verbandsgemeinde Wissen
123. Verbandsgemeinde Wittlich-Land
124. Verbandsgemeinde Wöllstein
125. Verbandsgemeinde Wonnegau
126. Verbandsgemeinde Wörrstadt
127. Verbandsgemeinde Zell (Mosel)
128. Verbandsgemeinde Zweibrücken-Land

## Gemeinden und Städte
1. Stadt Adenau
2. Stadt Altenkirchen (Westerwald)
3. Stadt Alzey
4. Stadt Andernach
5. Stadt Annweiler am Trifels
6. Stadt Bacharach
7. Stadt Bad Bergzabern
8. Stadt Bad Breisig
9. Stadt Bad Dürkheim
10. Stadt Bad Ems
11. Stadt Bad Hönningen
12. Stadt Bad Marienberg
13. Stadt Bad Neuenahr-Ahrweiler
14. Stadt Bad Sobernheim
15. Stadt Baumholder
16. Stadt Bendorf
17. Stadt Bernkastel-Kues
18. Stadt Betzdorf
19. Stadt Bingen am Rhein
20. Stadt Birkenfeld
21. Stadt Bitburg
22. Gemeinde Bobenheim-Roxheim
23. Gemeinde Böhl-Iggelheim
24. Stadt Boppard
25. Stadt Braubach
26. Gemeinde Budenheim
27. Stadt Cochem
28. Stadt Daaden
29. Stadt Dahn
30. Stadt Daun
31. Stadt Deidesheim
32. Stadt Dierdorf
33. Stadt Diez
34. Stadt Edenkoben
35. Stadt Eisenberg (Pfalz)
36. Stadt Emmelshausen
37. Stadt Freinsheim
38. Stadt Gau-Algesheim
39. Stadt Germersheim
40. Stadt Gerolstein
41. Gemeinde Grafschaft
42. Stadt Grünstadt
43. Stadt Hachenburg
44. Stadt Hagenbach
45. Gemeinde Haßloch
46. Stadt Herdorf
47. Stadt Hermeskeil
48. Stadt Hillesheim (Eifel)
49. Stadt Höhr-Grenzhausen
50. Stadt Hornbach
51. Stadt Idar-Oberstein
52. Stadt Ingelheim
53. Stadt Kaisersesch
54. Stadt Kandel (Pfalz)
55. Stadt Kastellaun
56. Stadt Katzenelnbogen
57. Stadt Kaub
58. Stadt Kirchberg (Hunsrück)
59. Stadt Kirchen (Sieg)
60. Stadt Kirchheimbolanden
61. Stadt Konz
62. Stadt Kusel
63. Stadt Kyllburg
64. Stadt Lahnstein
65. Stadt Lambrecht (Pfalz)
66. Stadt Landstuhl
67. Stadt Lauterecken
68. Gemeinde Limburgerhof
69. Stadt Linz am Rhein
70. Stadt Manderscheid
71. Stadt Mayen
72. Stadt Meisenheim
73. Stadt Mendig
74. Stadt Montabaur
75. Gemeinde Morbach
76. Stadt Mülheim-Kärlich
77. Stadt Münstermaifeld
78. Gemeinde Mutterstadt
79. Stadt Nassau (Lahn)
80. Stadt Nastätten
81. Stadt Neuerburg
82. Stadt Neuwied
83. Stadt Nieder-Olm
84. Stadt Nierstein
85. Stadt Obermoschel
86. Stadt Oberwesel
87. Stadt Oppenheim
88. Stadt Osthofen
89. Stadt Otterberg
90. Stadt Polch
91. Stadt Prüm
92. Stadt Ramstein-Miesenbach
93. Stadt Ransbach-Baumbach
94. Stadt Remagen
95. Stadt Rennerod
96. Stadt Rheinböllen
97. Stadt Rhens
98. Stadt Rockenhausen
99. Stadt Rodalben
100. Stadt Saarburg
101. Stadt Schifferstadt
102. Stadt Schweich
103. Stadt Selters (Westerwald)
104. Stadt Simmern/Hunsrück
105. Stadt Sinzig
106. Stadt Speicher
107. Stadt St. Goar
108. Stadt St. Goarshausen
109. Stadt Stromberg (Hunsrück)
110. Stadt Traben-Trarbach
111. Stadt Ulmen
112. Stadt Unkel
113. Stadt Vallendar
114. Stadt Wachenheim an der Weinstraße
115. Stadt Weißenthurm
116. Stadt Westerburg
117. Stadt Wirges
118. Stadt Wissen
119. Stadt Wittlich
120. Stadt Wolfstein
121. Stadt Wörrstadt
122. Stadt Wörth am Rhein
123. Stadt Zell (Mosel)

## Kommunale Unternehmen und Einrichtungen
1. Abwasserzweckverband Mittleres Pfrimmtal, Monsheim
2. Abwasserzweckverband Untere Ahr, Sinzig
3. Abwasserzweckverband Untere Selz, Ingelheim am Rhein
4. SWK Stadtwerke Kaiserslautern, Kaiserslautern
5. Gewässerzweckverband Isenach-Eckbach, Lambsheim
6. Gruppenwasserwerke Bornheim, Bornheim
7. Rhein-Hunsrück Wasserzweckverband, Dörth
8. Rheinhessische Energie- und Wasserversorgungs-GmbH, Ingelheim am Rhein
9. Stadtwerke Neuwied GmbH, Neuwied
10. Wasserversorgung Rheinhessen GmbH, Bodenheim
11. Wasserversorgungszweckverband Eifel-Ahr, Adenau
12. Wasserversorgungszweckverband Friedelsheimer Gruppe, Fußgönheim
13. Wasserversorgungszweckverband Maifeld-Eifel, Mayen
14. Wasserwerk Zweckverband Seebachgebiet, Osthofen
15. Wasserzweckverband Weihergruppe, Weilerbach
16. Wirtschaftsbetrieb Mainz AöR, Mainz
17. Zweckverband für Wasserversorgung Pfälzische Mittelrheingruppe, Schifferstadt
18. Zweckverband Wasserversorgung Trollmühle, Windesheim
19. Zweckverband Wasserversorgung Westpfalz, Weilerbach
20. Zweckverband Wasserwerk Ruwer, Waldrach

## Versorgungskassen
1. Rheinische Versorgungskassen, Köln
2. Pfälzische Pensionsanstalt, Bad Dürkheim